# Lotus Notes
Lotus Notes és un sistema client-servidor de col·laboració i correu electrònic, desenvolupat per Lotus Software, una filial d'IBM. La part del servidor rep el nom de Lotus Domino, mentre que el client s'anomena Lotus Notes.
El servidor Lotus Domino disposa de versions per a diferents plataformes, incloent-hi Windows NT, Windows 2000, Windows 2003, Linux de diferents distribucions, HP-UX i Solaris, i5OS (abans OS/400) i z/OS. A partir de la versió 6 (2002), HP-UX va deixar de ser suportat.
El client Lotus Notes disposa de versions natives per a Windows i Mac OS ( 9 i X; sent universal des de la versió 8.5), i per a Linux (a partir de la versió 7.0.1 (2006), encara que anteriorment era possible executar-lo a través de WINE)
Lotus Domino/ Notes és un sistema de comunicació que permet enviar correu electrònic i gestionar calendaris i agendes. També és una plataforma de col·laboració que permet compartir bases de dades amb informació, com bases documentals, de procediments, manuals o fòrums de discussió. I finalment és una plataforma de coordinació - utilitzant aplicacions Notes amb fluxos de treball. En seria un exemple qualsevol procés d'una empresa que requereix que un document flueixi entre diverses persones o departaments per a la seva autorització, com ara una sol·licitud de vacances, de bestretes o comptes de despeses, etc. Tot això és susceptible de gestionar-se de forma electrònica mitjançant Lotus Notes.

## Components
La plataforma IBM Lotus Notes/Domino està integrada per 4 components principals:
- Lotus Domino - servidor
- Lotus Notes - client de correu i col·laboració
- Domino Administrator - client per administrar el servidor Domino
- Domino Designer - ambient integrat de desenvolupament (IDE) per crear aplicacions

## Llicencia
El cost de la llicència d'IBM Lotus Notes/Domino és variat i depèn de diferents factors amb la intenció d'adaptar-se a les possibilitats i necessitats de cada empresa. La llicencia té una durada d'un any, durant el qual es té accés a actualitzacions i alliberaments de noves versions per part d'IBM. Transcorregut l'any es renova la llicència (no és obligatòria), que serveix per continuar garantint l'accés a actualitzacions i noves versions.
Tots els tipus de llicència inclouen el dret d'ús de la missatgeria instantània ('xat') d'IBM Lotus Sametime (la resta dels serveis d'IBM Lotus Sametime com a àudio i vídeo s'han de comprar separadament si es desitgen utilitzar).
La Seguretat de Lotus Notes va des de nivell servidor i pot granular-se a nivell base de dades, document, secció dins d'un document o fins a nivell camp, permetent xifrar les bases de Notes i el port de connexió.

## Desenvolupament d'aplicacions
IBM Lotus Notes/Domino també és una plataforma de desenvolupament d'aplicacions sobre la qual es pot programar en diferents llenguatges, la qual cosa permet una gran flexibilitat:
- LotusScript
- Llenguatge de fórmules
- Java
- JavaScript (amb totes les bondats de DOM)

També és possible utilitzar serveis web (web services), AJAX i XML.
Addicionalment, el conjunt de classes de l'API de Domino es poden importar com a objectes COM a entorns de desenvolupament com MS Visual Studio 2008 i tots aquells on es pugui utilitzar COM, la qual cosa permet tenir accés a tot el poder de Lotus Domino en aplicacions desenvolupades en altres llenguatges i entorns de desenvolupament.

## Accessibilitat
A les aplicacions de Domino s'hi pot accedir mitjançant el Client Notes, a través d'un navegador web com IE, Firefox o Safari i dispositius mòbils. Per accedir al correu es pot utilitzar Lotus Notes, navegadors web, MS Outlook (que només permet accedir al correu, Agenda/ Calendari i Contactes emprant la funció de DAMO - Domino Access for Microsoft Outlook), qualsevol client IMAP i dispositius mòbils com BlackBerry i certs tipus de Smartphones.
També és possible accedir a aplicacions i el correu estant desconnectat de la xarxa a través del client Lotus Notes o un navegador web. Això és possible per la funcionalitat de creació de rèpliques amb el client Lotus Notes o amb DOLS (Domino Off-Line Services) pel cas Web.

## Serveis
IBM Lotus Domino proporciona servei de servidor de correu (incloent-hi POP3 i IMAP), aplicacions, HTTP, NNTP, LDAP i a partir de la versió 7 suporta Serveis Web i el repositori de dades poden ser bases de dades NSF (natives de Notes) o DB2 (base de dades relacional d'IBM).
En la versió 8 ofereix addicionalment servei de bloc i de notícies RSS, la versió 8.0.2 inclou suport per a dispositius iPhone d'Apple.